# Calotrachytes sclerophyllus
Calotrachytes sclerophyllus är en spindeldjursart som först beskrevs av Michael 1908.  Calotrachytes sclerophyllus ingår i släktet Calotrachytes och familjen Polyaspidae. Inga underarter finns listade.